# Rössli Illnau
Das Rössli Illnau ist ein historischer Gasthof in der Gemeinde Illnau-Effretikon im Zürcher Oberland, Kanton Zürich, in der Schweiz. Das Gebäude ist seit 1976 im Eigentum der Stadt Illnau-Effretikon und im Inventar der Stadt als „kommunal inventarisiert“ unter Schutz gestellt.

## Geschichte
Das Gebäude wurde 1827 als Metzgerei mit angebautem Wohnhaus errichtet und war das erste Gebäude, das der politischen Gemeinde Illnau gehörte. In den 1830er Jahren wurde die Kempttalstrasse gebaut, so dass das Haus nun durch den Durchgangsverkehr von Winterthur ins Zürcher Oberland und die einmündenden Verbindungsstrassen von Gutenswil und Weisslingen eine verkehrsgünstige und damit passantenfreundliche Lage erhielt. Dies veranlasste die Gemeinde, sich um das Tavernenrecht zu bemühen.
1840 wurde das Gebäude verkauft, gelangte 1850 wieder zur Gemeinde und wurde vier Jahre später versteigert. Der neue Besitzer Jakob Jucker erwarb vom Thalmüller Johann Pfenniger das «Tavernenrecht zur Sonne» und sicherte dem Gasthof «Zum Rössli» damit das unbefristete Tavernenrecht.
In der zweiten Hälfte des 19. Jahrhunderts war der Gasthof mit seinem Tanzsaal ein wichtiger Treffpunkt der Dorfbewohner.
Von 1880 bis 1918 besass Metzger Jakob Enderli das «Zum Rössli», zu dem ein Wohnhaus, ein Schweinestallanbau und ein Ökonomiegebäude mit Scheune, ein Stall, die Metzgerei und ein Tanzsaal gehörten. 1976 erwarb die Gemeinde die gesamte Liegenschaft und gestaltete sie um. 1981 wurde das «Rössli» neu eröffnet und es ist heute wieder Treffpunkt im Dorfzentrum mit Hotel, Restaurant und Bibliothek.

### Veränderungen an der Bausubstanz
Der Bau erfuhr  im Laufe der Jahre einige Veränderungen und erreichte 1984 seine aktuelle Grösse. Markante Schritte in der Entwicklung waren der Anbau von Stall und Scheune (1960), der Umbau zum Restaurant und der Neubau des Saales (1978), ein weiterer Umbau des Restaurants und der Einbau der Bibliothek (1980) und die Eröffnung des Saals (1984). Beim Umbau von 1980 wurde der Gasthofteil im Innern umgebaut und die Grundrissstruktur vor allem des Ober- und Dachgeschosses verändert, die äussere Erscheinung wurde dabei kaum beeinträchtigt; ganz im Gegenteil zum südöstlichen Hausteil, der im Erdgeschoss teilweise zu einer Bibliothek umgebaut wurde und auf der Giebel- und Strassenseite durch große gesprosste Fenster ein neues, wenig ländliches Erscheinungsbild erhielt. Der Anbau von 1978 tritt durch seine moderne Formensprache und als rückwärtiger Teil optisch in den Hintergrund und beeinträchtigt die historischen Hausteile strassenseitig kaum. In den Jahren 2006 und 2022 wurde das Gebäude umfassend saniert und modernisiert.